# Lepidium alashanicum
Lepidium alashanicum är en korsblommig växtart som beskrevs av Hsi Lin g Yang. Lepidium alashanicum ingår i släktet krassingar, och familjen korsblommiga växter. Inga underarter finns listade i Catalogue of Life.